# Processament de dades

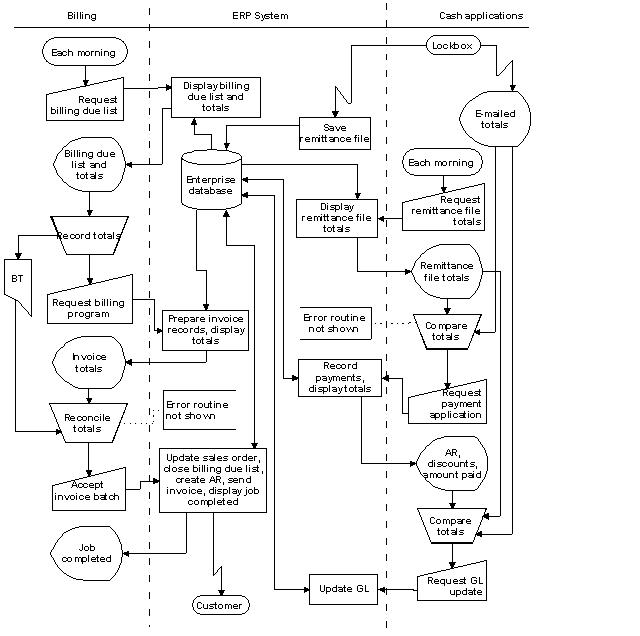
Exemple de diagrama de flux del sistema Stockbridge

El processament de dades és la recollida i manipulació de dades digitals per produir informació significativa. El processament de dades és una forma de processament de la informació, que és la modificació (processament) de la informació de qualsevol manera detectable per un observador.
El terme "Processament de dades" o "DP" també s'ha utilitzat per referir-se a un departament dins d'una organització responsable del funcionament dels programes de tractament de dades.

## Funcions de tractament de dades
El tractament de les dades pot implicar diversos processos, com ara:
- Validació – assegurant que les dades subministrades són correctes i rellevants.
- Ordenació – "ordenar elements en una seqüència i/o en diferents conjunts".
- Resum (estadístic) o (automàtic) – reduint les dades detallades als seus punts principals.
- Agregació – combinació de múltiples peces de dades.
- Anàlisi – la "recollida, organització, anàlisi, interpretació i presentació de dades".
- Informes – enumereu dades detallades o resumides o informació calculada.
- Classificació – separació de dades en diferents categories.

## Sistemes
Un sistema de processament de dades és una combinació de màquines, persones i processos que per a un conjunt d'entrades produeix un conjunt definit de sortides. Les entrades i sortides s'interpreten com a dades, fets, informació, etc. depenent de la relació de l'intèrpret amb el sistema.
Un terme que s'utilitza habitualment com a sinònim de sistema de processament de dades o emmagatzematge (codis) és sistema d'informació. En particular, pel que fa al tractament electrònic de dades, el concepte corresponent s'anomena sistema electrònic de tractament de dades.